# 越南史略

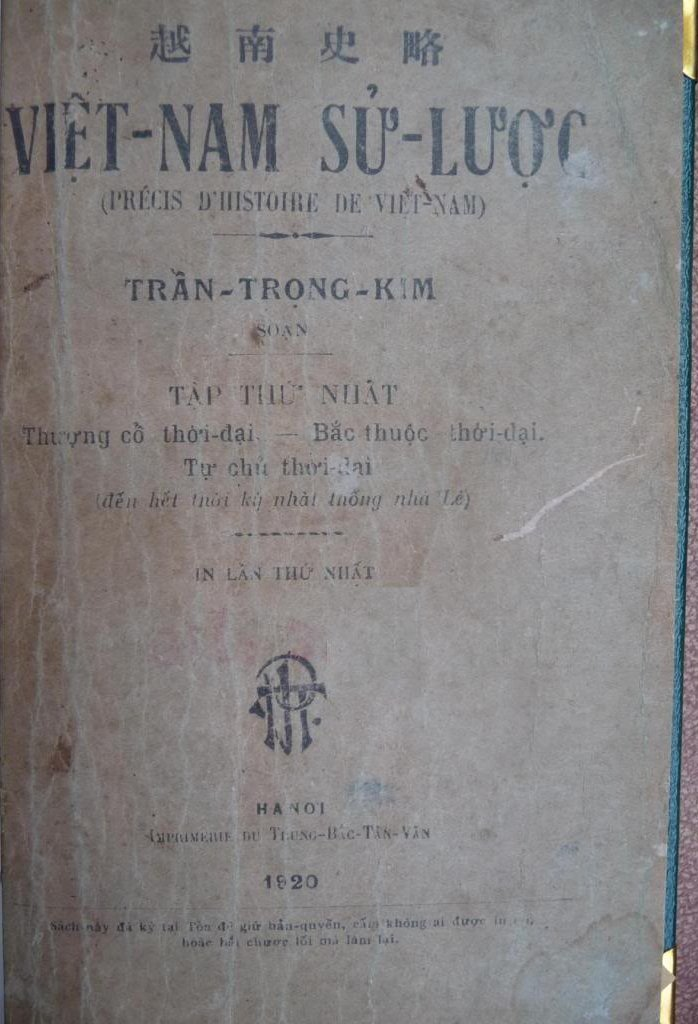
《越南史略》1920年版

《越南史略》，又譯作《越南通史》，越南史書，由越南法屬時代的历史学家陈仲金（又譯作陳重金，1882年-1953年）於1917年初，用越南語寫成。

## 名稱

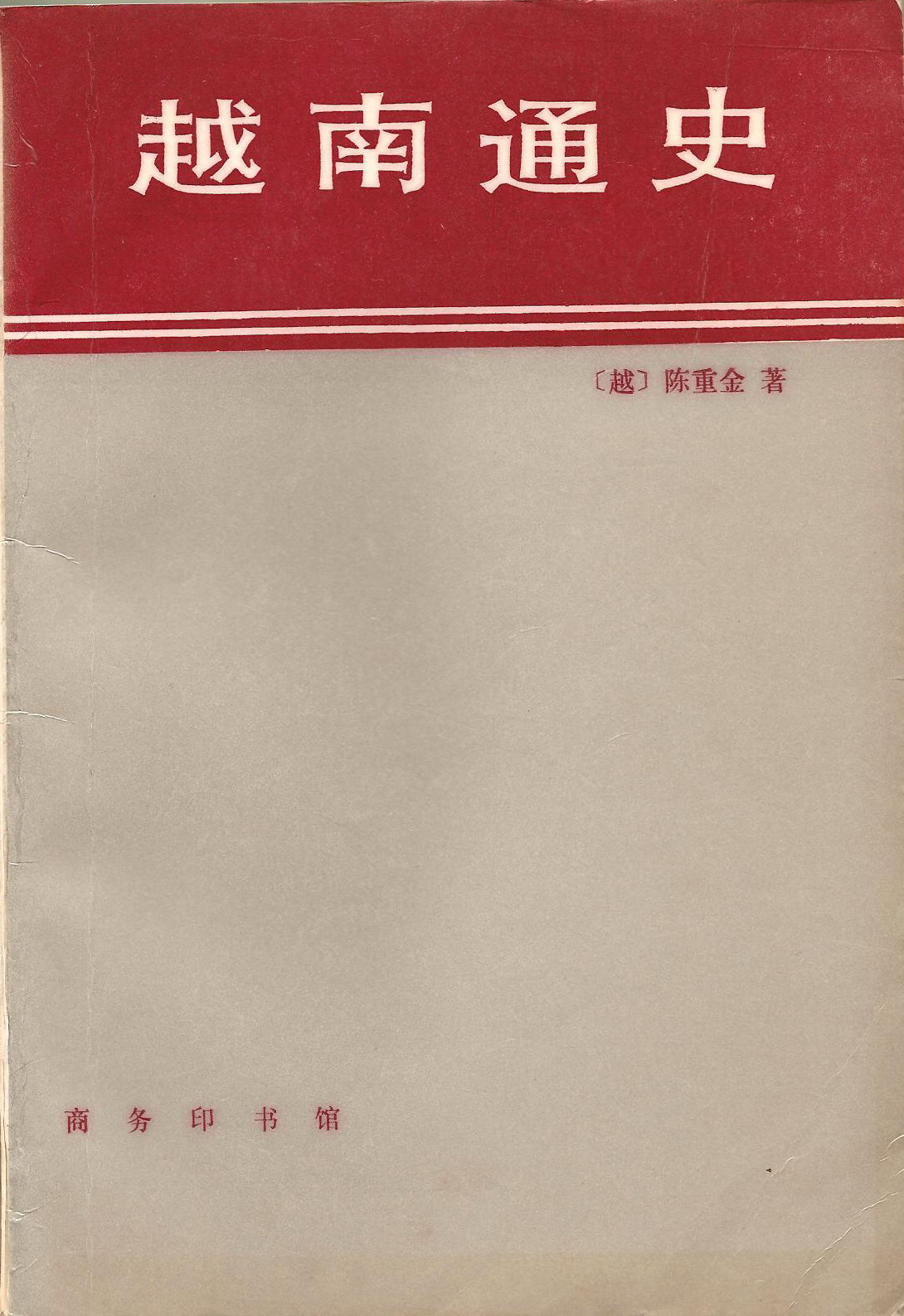
《越南通史》北京商務印書館1992年版

該書的越南語寫法是，因而翻譯成《越南史略》是正確無疑的。而由戴可來翻譯的北京商務印書館版，則將譯名改為《越南通史》，原因是「避免與三聯書店1958年出版的明崢的《越南史略》相混淆，根據全書內容及其所附的法文譯名（Histoire du Việt-Nam），譯作《越南通史》。」

## 時代背景
- 從政治上而言，陳仲金撰寫《越南史略》時，越南正處於法屬殖民地時代，雖然阮朝皇帝仍然存在，但實質上已與亡國無異。陳仲金熱切盼望國人能掌握歷史，為國家開創未來。他說：「今天，越南國的命運仍掌握在法國人的手中，將來是好是壞未可卜知。但國人須知：大凡一個國家的生存進化，是在於國人的意志，忍耐和努力。因此，我們必須盡力學習，堅定信心，那麼將來還是大有希望的。」[3]於是，便將國家前途寄託在修史工作上。
- 另外，陳仲金希望用越南國語字寫成本國歷史，以利於普及。當時越南國語字開始受廣泛應用，但以越南國語字撰寫的越南史書郤闕如。陳仲金認為這一現象與傳統越南文獻由漢文（文言文）書寫有關，並且極不利於越南人學習越南史，「由於自古以來自己沒有國文，終生只借助於他人的文書、他人的文字而學，甚麼事受人家感化，而自身無任何特色，形成像俗話所說『嫌裡媚外』的那種狀況。」[4]既然在陳仲金處身的時代，「國語」文字已經面世，他便樂於採用來撰修本國史。

## 編撰過程

### 史料取材
編撰此書時，陳仲金努力翻檢和搜集中、法文記載以及散見於野史的材料，然後屏棄其荒誕不經之說而編出此書。

### 陳仲金的歷史觀點
陳仲金強調，「歷史乃為國人所共有，絕非某家某姓之私」，因而對各個歷史時代、人物、思想，都力圖按照事實加以公平的評價。例如有關阮朝開國君主阮福映的死敵──西山朝是「正統」抑或「僭偽」這個歷史地位問題，陳仲金認為「若以公理而論，則光中帝阮惠是一位可與丁先皇、黎太祖媲美的君王，西山阮朝也是像丁朝和黎朝一樣的正統王朝。」

## 內容
《越南史略》分成五卷，內容分別是《上古時代》、《北屬時代》、《自主時代（統一時期）》、《自主時代（南北紛爭時期）》及《近今時代》。
- 《上古時代》：下分四章，記述從鴻龐氏到趙朝（南越國）結束。
- 《北屬時代》：下分六章，記述從漢武帝攻滅南越趙氏起直到五代時期曲氏、吳氏倡導獨立時為止。
- 《自主時代（統一時期）》：下分十五章，記述從吳氏、丁朝到後黎朝初葉。
- 《自主時代（南北紛爭時期）》：下分十二章，記述從莫氏篡位直到西山朝。
- 《近今時代》：下分十六章，記述從阮世祖皇帝至越南淪為法國「保護國」時為止。[7]

## 史料價值
《越南史略》用簡明扼要的篇幅，描述了紛勻複雜的數千年越南歷史，後世學者對它的評價相當高。陳荊和就對它作這樣的評價：
「以實證主義與科學之方法為準則，除歷朝之政治、征戰外，官制、丁田、學制也概略說明，更將有問題之處加以短評以供讀者參考。總之，此書以客觀之立場，可以信賴之史實，用越南文字寫成的最早之越南通史，在越南史學上具有劃時代之意義。」

### 引用
1. ↑  《南風雜誌》第卅九期<越南史略出版>：近日教授兼學政清查職陳仲金先生有出版越南史略一部。
2. ↑  《越南史略》戴可來「譯者的話」，第3頁。
3. ↑  陳仲金《越南史略·總結》，第425頁。
4. ↑  陳仲金《越南史略·序》，第2頁。
5. 1 2  陳仲金《越南史略·序》，第4頁。
6. ↑  陳仲金《越南史略·第四卷·第十一章》，第272頁。
7. ↑  陳仲金《越南史略·序》，第2-4頁。
8. ↑  《越南史略》戴可來「譯者的話」，第4-5頁。

## 外部連結
- （越南文）陳仲金《越南史略》 （页面存档备份，存于）